# ریکو بیانچی
ریکو بیانچی (انگلیسی: Rico Bianchi؛ زادهٔ ۱۳ may ۱۹۳۰ (۹۴ سال)) ورزشکار روئینگ اهل سوئیس است.
وی در مسابقات کشوری و بین‌المللی در مجموع برندهٔ ۱ مدال نقره، ۲ مدال برنز شده‌است.